# Otiophora scabra
Otiophora scabra là một loài thực vật có hoa trong họ Thiến thảo. Loài này được Zucc. mô tả khoa học đầu tiên năm 1832.